# Kaplica Matki Bożej z Damaszku w Birgu
Kaplica Matki Bożej z Damaszku (malt. Kappella tal-Madonna ta' Damasku, ang. Chapel of Our Lady of Damascus), znana również po maltańsku jako Tal-Griegi (grecka) – była kaplica greckiego Kościoła katolickiego. Znajduje się w mieście Birgu na Malcie. Kaplica jest częścią oratorium św. Józefa, w którym dziś mieści się muzeum kościelne. 

## Położenie
Budynek oratorium, w którym mieści się kaplica, położony jest na tyłach kolegiaty św. Wawrzyńca, w bliskości kaplicy Krzyża Świętego.

## Historia
Kiedy rycerze zakonu Joannitów zostali wypędzeni w 1523 z wyspy Rodos przez Sulejmana Wspaniałego, razem z nimi na siedmioletnią tułaczkę udało się 400–1000 rodyjskich Greków. Zabrali ze sobą m.in. bizantyńskie ikony. W 1530 rycerze Joannici, wraz z towarzyszącymi im uchodźcami z Rodos, osiedli w Birgu na Malcie. 
28 czerwca 1554 obrazy umieszczone zostały w kaplicach, przekazanych Grekom przez proboszcza Birgu Antona Vassallo: św. Katarzyny Aleksandryjskiej (ikona Matki Bożej z Damaszku) oraz św. Antoniego (ikona Madonny Eleimonitra).
Kiedy rycerze opuścili Birgu i zamieszkali w nowej stolicy Valletcie, wielu Greków, przybyłych z nimi z Rodos, również przeniosło się do nowego miasta. W 1580 zakończyli oni tam budowę kościoła, w którym mogliby odprawiać nabożeństwa w rycie greckim. Siedem lat później ikona została uroczyście przeniesiona z Birgu do Valletty
Kaplica św. Katarzyny przylegała do niewiele większego kościoła Nawiedzenia. Społeczność grecka wykorzystywała jedynie swoją kaplicę; tymczasem z upływem czasu przyległy kościół niszczał i w końcu uległ zawaleniu. Na jego miejscu, w roku 1722 postawiony został nowy kościół. Jego główny ołtarz przeznaczony został do odprawiania liturgii w rycie łacińskim, zaś liturgia grecka wciąż mogła być odprawiana w kaplicy przy ołtarzu bocznym, będącym jedyną pozostałością pierwotnej świątyni. Grecka społeczność Birgu używała kaplicy do roku 1780.
24 lutego 1832 Bractwo św. Józefa zakupiło kościół Nawiedzenia oraz kaplicę grecką, zamieniając je w oratorium. Kaplica grecka została odnowiona, w ołtarzu umieszczono kopię ikony Matki Boskiej z Damaszku przeniesionej w XVI wieku do Valletty.

## Ołtarz
W kaplicy znajduje się dobrze zachowany oryginalny ołtarz z pięknie rzeźbionym retabulum w formie dwóch aniołów trzymających ikonę Matki Boskiej Greckiej.

## Dziś
Dziś świątynia nie jest już używana do posług religijnych. Otwarta bywa tylko w święta, ale jest ważną częścią muzeum parafialnego, z wielką troską utrzymywanego przez mieszkańców Birgu.

## Ochrona dziedzictwa kulturowego
Budynek świątyni wpisany jest na listę National Inventory of the Cultural Property of the Maltese Islands pod nr 00712.